# L'Origine des systèmes familiaux
L'Origine des systèmes familiaux est un livre d'Emmanuel Todd dont le 1er tome L'Eurasie a été publié en septembre 2011 chez Gallimard dans la collection NRF Essais. L'auteur traite de son thème de recherche et d'expertise, les types familiaux tels qu'ils se révèlent à travers les règles d'héritage, les structures de parenté et les idéologies qui en découlent, mais en adoptant une démarche diachronique qui l'a amené à considérablement affiner les modèles décrits dans ses précédents ouvrages.

## Premier tome:L'Eurasie

### La famille nucléaire, archaïsme d'avant-garde
La thèse centrale du livre est que la famille nucléaire bilatérale (« Papa, maman et les enfants »), loin d'être une innovation récente issue de la dégradation de systèmes complexes de type patriarcal, est en fait le modèle originel commun à toute l'humanité, et que c'est pour cette raison qu'on ne le rencontre qu'aux marges de l'ensemble eurasien (en vertu du principe du conservatisme des zones périphériques), aussi bien en Angleterre qu'aux Philippines ou aux Îles Andaman, ou encore chez les Bushmen. E. Todd rend au passage un hommage appuyé à son maître Peter Laslett qui avait mis en lumière l'ancienneté du modèle nucléaire dans l'Angleterre rurale du XVIIe siècle.
Emmanuel Todd postule que les formes familiales complexes (souche ou communautaire) sont des développements enclenchés par l'invention du principe patrilinéaire, intervenue à Sumer probablement dans la seconde moitié du IIIe millénaire av. J.-C. et aussi indépendamment et plus tardivement en Chine. Selon lui, le durcissement du principe patrilinéaire en modèle communautaire, étant donné qu'il convenait particulièrement bien à des empires fondés sur la conquête militaire, s'est propagé par la suite dans presque toute l'Eurasie, dont la plus grande partie de la Chine, de l'Inde, du monde arabe et de la Russie. Ce succès a eu pour contrepartie un abaissement du statut de la femme, et par conséquent un moindre rôle des mères dans la transmission culturelle. Ainsi s'expliquerait le fait que le Moyen-Orient et la Chine, qui ont vu naître l'agriculture, la civilisation urbaine et l'écriture, se sont retrouvés à la traîne en comparaison de l'Europe occidentale qui a fait fructifier ces inventions venues d'Orient parce qu'elle conservait le dynamisme lié à ses structures familiales restées « archaïques ».
Emmanuel Todd attribue la transformation de la famille nucléaire en famille souche à la densification des territoires. La saturation de l'espace agricole, et les difficultés résultantes de trouver des terrains à défricher, conduit à la mise en place de stratégies d'héritage assurant l'indivision des patrimoines familiaux selon une logique lignagère. En Europe de l'Ouest, cette stratégie a été introduite selon lui par l'aristocratie franque au Moyen-âge. Il tâche aussi de démontrer que le passage de la famille souche à la famille communautaire, autant en Chine qu'au Moyen-orient et en Europe de l'est, est une conséquence du contact des populations locales avec les tribus nomades des steppes eurasiatiques, qui auraient été les premières à mettre en place une symétrisation du rôle des frères au sein de la famille.

### Dépasser Frédéric Le Play
Cette conception expressément diffusionniste rejette résolument l'approche structuraliste, mais E. Todd se démarque aussi de Frédéric Le Play, initialement son grand inspirateur. La « trilogie leplaysienne » (familles instable, souche et patriarcale), même complétée de nuances supplémentaires, lui apparaît insuffisante à refléter l'ensemble des modèles existants. Aussi E. Todd inaugure-t-il une typologie plus fine déclinant ces types fondamentaux en faisant intervenir les critères de patrilocalité, matrilocalité ou encore bilocalité, en distinguant de nouvelles modalités de famille nucléaire, et en introduisant la notion de corésidence temporaire. Ce qui fait 15 modèles de base, au moins (car cette classification ouverte n'exclut pas des extensions ultérieures) :
- Famille communautaire bilocale, patrilocale  ou matrilocale,
- Famille souche bilocale, patrilocale ou matrilocale,
- Famille souche à corésidence temporaire additionnelle,
- Famille nucléaire intégrée (à un enclos, à un clan tribal) bilocale, patrilocale ou matrilocale,
- Famille nucléaire à corésidence temporaire bilocale, patrilocale ou matrilocale,
- Famille nucléaire pure (néolocale par définition), égalitaire ou absolue.

Avec cette nouvelle typologie, qu'il estime mieux couvrir les situations révélées par les études de terrain, E. Todd est amené à revenir sur nombre d'affirmations contenues dans ses précédents ouvrages et reconnaît avoir commis un certain nombre d'erreurs (notamment à propos de l'Italie du Nord et de la Bretagne) et notamment à renoncer à la notion de « famille anomique ». En ce qui concerne la France, il détecte une longue diagonale communautaire bilocale étendue des Landes au Morvan, voire jusqu'au Jura (elle correspond en gros à la diagonale du vide des démographes), assigne le Nord-Pas-de-Calais (et la Belgique) non plus à la famille souche incomplète mais au type nucléaire à corésidence temporaire, et révise fortement ses précédentes affirmations sur l'Ouest du pays.

## Réception
Pour Yann Favier, l’originalité de la démarche consiste à rassembler un « impressionnant appareil de données démographiques et historiques » tout en empruntant une démarche d’ethnologue de la famille, néanmoins globalisée dans un ensemble géo-ethnique « à l’homogénéité discutable » : l’Eurasie. Il déplore « l’impression de morcellement extrême que donne cet empilement de données et de classifications imbriquées les unes aux autres », sans que s’en dégagent quelques idées fortes.
Le démographe Alain Blum considère que l’ouvrage est « un formidable parcours dans le monde étrange et riche des organisations familiales en Eurasie » et il en salue l’ambition. Toutefois, l’essai prêterait « le flanc à la critique ». Il regrette notamment « l'impression d'un raisonnement circulaire : l'hypothèse de départ guide la description de la variété des formes familiales, laquelle sert à la confirmer en retour ».
Pour Françoise Lautmann, son hypothèse la plus intéressante « pose le principe de la famille nucléaire comme la forme la plus ancienne de l’humanité repoussée sur les marges par la diffusion du modèle prédominant patrilocal ».
Fabrice Boudjaaba et Marie-Pierre Arrizabalaga expriment une opinion proche en constatant que cet ouvrage « a proposé une typologie des systèmes familiaux fondée pour l’essentiel sur la compréhension des systèmes de valeur et des relations de pouvoir au sein du groupe résident. La démonstration, quoi que s’appuyant sur une très grande maîtrise de la bibliographie, peut paraitre parfois un peu hâtive, mais l’hypothèse centrale qui consiste à rechercher dans les systèmes familiaux une clé de lecture des rythmes différenciés de modernisation des sociétés et à affiner une chronologie de la divergence des systèmes familiaux à partir d’une base primitive de type nucléaire égalitaire, est très intéressante en soi. »